# بي إم دبليو إم 5
بي إم دبليو إم 5 (بالإنجليزية: BMW M5)‏، كان أول ظهور لهذه السيارة في معرض أمستردام الدولي عام 1984، وأول تجسيد لها كان يعتمد على الصناعة اليدوية مستفيد من شاسيه السيارة 535i وكذلك من محرك السيارة بي إم دبليو إم1، لقد كان إنتاج هذا الطراز هو أسرع إنتاج في العالم لسيارة سيدان بهذه الإمكانات في ذلك الوقت، كذلك فإن التطورات التي طبقت على الطراز إم5 انطلقت كلها من منصة الفئة الخامسة بما في ذلك طرازات E34 و E39 و E60 و E61 وكذلك F10 والتي ظهرت لأول مرة أواخر عام 2011.
تظل تلك السيارة واحدة من أفضل السيارات السيدان الرياضية على الإطلاق، على الرغم من منافسة كلاً من مرسيدس AMG وأودي كواترو GMBH.

## تاريخ التطور
سبقت إم5 عام 1980 بالسيارة 535i وهي ثالث سيارة ترحال وتنقل تظهر من ورشة سيارات شركة بي إم دبليو.وفي حين تم تقليص إنتاج بي إم دبليو 3.0 سي إس إل وبي إم دبليو إم 1، تم إعادة صياغة وإنتاج الفئة الخامسة من جديد مزودة بمحرك إم 30 بي 35.

## المحرك
يعد محرك البنزين بي إم دبليو إم TwinPower Turbo ثماني الأسطوانات من بي إم دبليو إم 5 Competition أقوى محرك طورته شركة بي إم دبليو إم GmbH لسلسلة سيارات الإنتاج. تتميز وحدة الطاقة التي تبلغ (625 حصان) بسعة 4.4 لترات  وتتميز باستجابتها المباشرة والسريعة، وخصائص الأداء الخطي وعزم الدوران العالي باستمرار حتى في الدورات المنخفضة. مجهزة بحقن مباشر عالي الضغط، وشاحنين توربيني TwinScroll ديناميكيين للغاية، ومشعب عادم متقاطع، تحدد وحدة الطاقة عالية الأداء المحسنة الوزن إشارات واضحة على الطريق وعلى مضمار السباق: 750 نيوتن متر من عزم الدوران، والتسارع من 0 إلى 100 كم / س في 3.3 ثانية ومن 0 إلى 200 كم / س في 10.8 ثانية.

## استهلاك الوقود وانبعاثاتثاني أكسيد الكربون.[5]

### بي إم دبليو إم 5 competition:
استهلاك الوقود ليتر / 100 كلم (مجمّع): 10.6
انبعاثات ثاني أكسيد الكربون بالغرام / كم (مشترك): 243

### بي إم دبليو إم 5:
استهلاك الوقود ليتر / 100 كلم (مجمّع): 10.6
انبعاثات ثاني أكسيد الكربون بالغرام / كم (مجمّع): 243

### بي إم دبليو إم 550i xDrive Sedan:
استهلاك الوقود ليتر / 100 كلم (مجمّع): 10.7
انبعاثات ثاني أكسيد الكربون بالغرام / كم (مجمّع): 246

## البيانات الفنية لكل إصدار من إصدارات الفئة الخامسة

### بي إم دبليو إم 5 competition:

#### الوزن
| الوزن الصافي EU بالكيلوجرام                           | 1970        |
| ماكس. الوزن المسموح به بالكيلو جرام                   | 2440        |
| الحمولة المسموح بها بالكيلو جرام                      | 545         |
| حمولة المحور المسموح بها أمامي / خلفي بالكيلو جرام    | 1215 / 1260 |
| سعة الأمتعة دقيقة. (المقاعد لأعلى أو السقف) في لتر    | 530         |
| سعة الأمتعة كحد أقصى. (المقاعد لأسفل أو السقف) في لتر | -           |
| حمولة المقطورة (بدون فرامل) بالكيلو جرام              | 750         |
| حمولة المقطورة 8٪ (فرملة) بالكيلو جرام                | 2000        |
| حمولة المقطورة 12٪ (فرملة) بالكيلو جرام               | 2000        |

#### المحرك
| الاسطوانات / الصمامات                      | 8/4              |
| القدرة في سم مكعب                          | 4395             |
| السكتة الدماغية / التجويف ملم              | 88.3 / 89.0      |
| قوة المحرك بالكيلوواط (حصان) عند 1 / دقيقة | 460 (625) / 6000 |
| عزم المحرك (نيوتن متر) عند 1 / دقيقة       | 750 / 1800-5860  |
| نسبة الضغط: 1                              | 10.0             |

#### الأداء
| السرعة القصوى كم / ساعة       | 250 (305) |
| التسارع 0-100 كم / س في ثانية | 3.3       |

#### استهلاك الوقود
| الحضري في لتر / 100 كم                    | 14.8 |
| خارج المدينة في لتر / 100 كم              | 8.2  |
| مجتمعة في لتر / 100 كم                    | 10.6 |
| انبعاثات ثاني أكسيد الكربون مجتمعة غ / كم | 243  |
| سعة الخزان، تقريبًا. في l                  | 68   |

#### عجلات
| أبعاد الإطارات الأمامية       | 275/35 ZR20 (102Y) XL      |
| أبعاد الإطارات الخلفية        | 285/35 ZR20 (104Y) XL      |
| أبعاد العجلة والجبهة المادية  | 9.5Jx20 بوصة، سبيكة خفيفة  |
| أبعاد العجلات والمواد الخلفية | 10.5Jx20 بوصة، سبيكة خفيفة |

### بي إم دبليو إم 5:[6]

#### الوزن
| الوزن الصافي EU بالكيلوجرام                           | 1970        |
| ماكس. الوزن المسموح به بالكيلو جرام                   | 2440        |
| الحمولة المسموح بها بالكيلو جرام                      | 545         |
| حمولة المحور المسموح بها أمامي / خلفي بالكيلو جرام    | 1215 / 1260 |
| سعة الأمتعة دقيقة. (المقاعد لأعلى أو السقف) في لتر    | 530         |
| سعة الأمتعة كحد أقصى. (المقاعد لأسفل أو السقف) في لتر | -           |
| حمولة المقطورة (بدون فرامل) بالكيلو جرام              | 750         |
| حمولة المقطورة 8٪ (فرملة) بالكيلو جرام                | 2000        |
| حمولة المقطورة 12٪ (فرملة) بالكيلو جرام               | 2000        |

#### المحرك
| الاسطوانات / الصمامات                      | 8/4              |
| القدرة في سم مكعب                          | 4395             |
| السكتة الدماغية / التجويف ملم              | 88.3 / 89.0      |
| قوة المحرك بالكيلوواط (حصان) عند 1 / دقيقة | 460 (625) / 6000 |
| عزم المحرك (نيوتن متر) عند 1 / دقيقة       | 750 / 1800-5600  |
| نسبة الضغط: 1                              | 10.0             |

#### الأداء
| السرعة القصوى كم / ساعة       | 250 (400) |
| التسارع 0-100 كم / س في ثانية | 3.4       |

#### استهلاك الوقود
| الحضري في لتر / 100 كم                    | 14.8 |
| خارج المدينة في لتر / 100 كم              | 8.2  |
| مجتمعة في لتر / 100 كم                    | 10.6 |
| انبعاثات ثاني أكسيد الكربون مجتمعة غ / كم | 243  |
| سعة الخزان، تقريبًا. في l                  | 68   |

#### عجلات
| أبعاد الإطارات الأمامية       | 275/40 ZR19 (105Y) XL      |
| أبعاد الإطارات الخلفية        | 285/40 ZR19 (107Y) XL      |
| أبعاد العجلة والجبهة المادية  | 9.5Jx19 بوصة، سبيكة خفيفة  |
| أبعاد العجلات والمواد الخلفية | 10.5Jx19 بوصة، سبيكة خفيفة |

### بي إم دبليو إم 550i xDrive Sedan:[6]

#### الوزن
| الوزن الصافي EU بالكيلوجرام                           | 1990        |
| ماكس. الوزن المسموح به بالكيلو جرام                   | 2560        |
| الحمولة المسموح بها بالكيلو جرام                      | 645         |
| حمولة المحور المسموح بها أمامي / خلفي بالكيلو جرام    | 1365 / 1260 |
| سعة الأمتعة دقيقة. (المقاعد لأعلى أو السقف) في لتر    | 530         |
| سعة الأمتعة كحد أقصى. (المقاعد لأسفل أو السقف) في لتر | -           |
| حمولة المقطورة (بدون فرامل) بالكيلو جرام              | 750         |
| حمولة المقطورة 8٪ (فرملة) بالكيلو جرام                | 2000        |
| حمولة المقطورة 12٪ (فرملة) بالكيلو جرام               | 2000        |

#### المحرك
| الاسطوانات / الصمامات                      | 8/4                   |
| القدرة في سم مكعب                          | 4395                  |
| السكتة الدماغية / التجويف ملم              | 88.3 / 89.0           |
| قوة المحرك بالكيلوواط (حصان) عند 1 / دقيقة | 390 (530) / 5500-6000 |
| عزم المحرك (نيوتن متر) عند 1 / دقيقة       | 750 / 1800-4600       |
| نسبة الضغط: 1                              | 10.5                  |

#### الأداء
| السرعة القصوى كم / ساعة       | 380 |
| التسارع 0-100 كم / س في ثانية | 3.8 |

#### استهلاك الوقود
| الحضري في لتر / 100 كم                    | 14.9 |
| خارج المدينة في لتر / 100 كم              | 8.3  |
| مجتمعة في لتر / 100 كم                    | 10.7 |
| انبعاثات ثاني أكسيد الكربون مجتمعة غ / كم | 246  |
| سعة الخزان، تقريبًا. في l                  | 68   |

#### عجلات
| أبعاد الإطارات الأمامية       | 245/40 ZR19 (98Y) XL    |
| أبعاد الإطارات الخلفية        | 275/35 ZR19 (100Y) XL   |
| أبعاد العجلة والجبهة المادية  | 8Jx19 بوصة، سبيكة خفيفة |
| أبعاد العجلات والمواد الخلفية | 9Jx19 بوصة، سبيكة خفيفة |

## المحرك
جاء الموديل الجديد من السيارة بمحرك سعة 4.4 لتر، ومزود بثمانية اسطوانات على شكل حرف V، وكذلك زود المحرك بشاحن تيربو مزدوج بحيث يعطي للسيارة قوة حصانية تبلغ 500 حصان عند 6000 : 7000 دورة للمحرك. تنطلق السيارة من الصفر إلى 60 ميل بالساعة في غضون 4.4 ثانية، وعند تعطيل جهاز محدد السرعة يمكنها أن تصل إلى سرعة قصوى تبلغ 190 ميل بالساعة. وعلى الرغم من هذه القوة الكبيرة للمحرك والإمكانيات الميكانيكية العالية إلا أن السيارة تتميز باقتصاديتها في استهلاك الوقود حيث يبلغ معدل استهلاك الوقود 28.5 ميل لكل جالون.
حاولت شركة بي إم دبليو أن تصحح جميع الأخطاء التي وقعت فيها في النسخ السابقة لهذه السيارة. فتصميم السيارة الأمامي يعكس مدى القوة التي تكمن تحت غطاء المحرك، حيث تم تصميم هذا الغطاء بخطوط تكون شكل حرف V وتنتهي بالشبكة الأمامية المعتادة للسيارات البافارية بي إم دبليو، كذلك تجد انسيابية واضحة في جسم السيارة وخطوطها على الجانبين، مع إطارات وجنوط رياضية جذابة.
- http://www.topspeed.com/cars/بي إم دبليو/2012-بي إم دبليو-m5-ar100010.html
- https://www.بي إم دبليو-eg.com/en/all-models/m-series/m5-sedan/2020/بي إم دبليو-5-series-sedan-m-automobiles-technical-data.بي إم دبليو-m550i-xdrive.html
- https://www.tqreer70.com/2020/07/بي إم دبليو-m5.html نسخة محفوظة 12 ديسمبر 2020 على موقع واي باك مشين.